# 千名老人下江南
千名老人下江南是一條中國游輪線路的名稱，常見於旅行團的名稱和游輪上的旗幟，亦是學術界研究中國旅遊社競爭發生「搭便车問題」的經典商學案例。路線大體是從湖北武漢坐游輪，沿長江各大城市至上海。最初由武漢風光旅行社在2002年10月設計出這條線路，自此成為中國旅遊市場的主流路線，由於注冊商標緣故衍生多種「xx老人下江南」的變體。

## 參與者
這條線路的旅行團多為老人參加。旅遊業界指「游轮旅行一般时间较长，旅游节奏慢，适合老年人」，河北、河南省老人尤多，河北河南出發的大抵先坐高鐵至武漢換船。

## 事故
2015年东方之星号客轮翻沉事件，死亡442人。东方之星号沿長江從南京-重慶來回，是「千名老人下江南」路線的定期游輪班次。事故後引起媒體對此條路線的迴響。受“东方之星”游轮长江翻沉的影响，導致2015年夏季各旅行社的游轮路线停办。

## 引用文獻
1. 1 2  马龙龙. "老人下江南" . 清華大學出版社. 2006: 272-273.「案例：旅行社之间搭便车问题」章節
2. 1 2  李团辉. . 天津商業大學碩士學位論文: 9. 2007.轉引自2003年10月24日新華網湖北頻道。
3. ↑  河南省劳动保障厅. . 搜狐滾動轉載河南商報. 2015-03-07.
4. ↑  . 新浪網轉載金陵晚报. 2014-04-22  [2020-04-14]. （原始内容存档于2020-04-14）.
5. ↑  . 鳳凰網轉載楚天都市报. 2015-05-27.
6. 1 2  搜狐号「河北共产党员」. . 搜狐網轉載河北共产党员网. 2015-06-08  [2020-04-14]. （原始内容存档于2020-04-14）.
7. ↑  . 新華網轉載瞭望. 2015年12月15日  [2020-04-14]. （原始内容存档于2020-04-14）.
8. ↑  . 乐邮游. 2011年4月12日  [2020-04-14]. （原始内容存档于2020-04-14）.
9. ↑  . 河北老年網轉載快乐老人报. 2015-06-08  [2020-04-14]. （原始内容存档于2020-04-14）.
10. ↑  聞嘉. . 騰訊評論「今日話題」. 2015-06-03  [2020-04-14]. （原始内容存档于2020-04-14）.